# Broughton, Ohio
Broughton là một làng thuộc quận Paulding, tiểu bang Ohio, Hoa Kỳ. Năm 2010, dân số của làng này là 120 người.

## Dân số
- Dân số năm 2000: 166 người.
- Dân số năm 2010: 120 người.